# Free Pascal

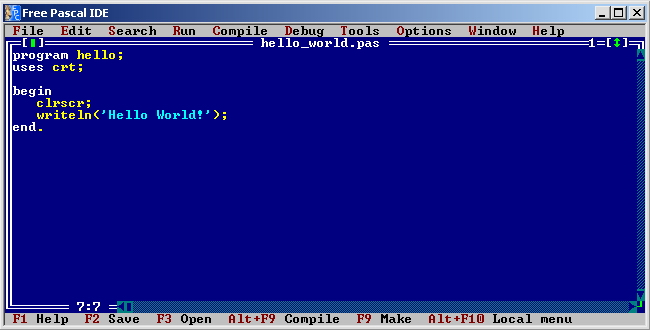
Free Pascal IDE

Free Pascal (Повна назва Free Pascal Compiler, FPC) — це компілятор мови програмування Паскаль з відкритим початковим кодом. 
Він сумісний з Borland Pascal 7 і Object Pascal, але при цьому має ряд додаткових можливостей, наприклад, підтримує перевантаження операторів. FPC —  кросплатформенний інструмент, що підтримує величезну кількість платформ. Серед них — AmigaOS, DOS, Linux, *BSD, OS/2, MacOS X і Win32.

## Підтримувані платформи
| Архітектура    | ОС/Пристрій            | Версія 2.4.2 | Версія 2.4.0 | Версія 2.2.4 | Версія 2.0.x | Версія 1.0.x |
| -------------- | ---------------------- | ------------ | ------------ | ------------ | ------------ | ------------ |
| i386           | DOS (GO32v2 extender)  | Так          | Так          | Так          | Так          | Так          |
| i386           | FreeBSD (6.x and 7.x)  | Так          | Так          | Так          | Невідомо     | Невідомо     |
| i386           | Linux                  | Так          | Так          | Так          | Невідомо     | Невідомо     |
| i386           | Mac OS X               | Так          | Так          | Так          | Невідомо     | Ні           |
| i386           | OS/2                   | Так          | Так          | Так          | Так          | Так          |
| i386           | Windows                | Так          | Так          | Так          | Так          | Так          |
| i386           | Windows CE             | Так          | Так          | Ні           | Ні           | Ні           |
| i386           | Haiku                  | Так          | Так          | Ні           | Ні           | Ні           |
| i386           | Novell NetWare         | Невідомо     | Невідомо     | Невідомо     | Так          | Ні           |
| x86-64         | FreeBSD                | Так          | Ні           | Ні           | Ні           | Ні           |
| x86-64         | Linux                  | Так          | Так          | Так          | Невідомо     | Невідомо     |
| x86-64         | Mac OS X               | Так          | Так          | Ні           | Ні           | Ні           |
| x86-64         | Windows                | Так          | Так          | Ні           | Ні           | Ні           |
| ARM            | iPhone OS              | Так          | Так          | Ні           | Ні           | Ні           |
| ARM            | Game Boy Advance (GBA) | Так          | Так          | Ні           | Ні           | Ні           |
| ARM            | Nintendo DS            | Так          | Так          | Ні           | Ні           | Ні           |
| ARM            | Linux                  | Так          | Так          | Так          | Невідомо     | Невідомо     |
| ARM            | Windows CE             | Так          | Так          | Так          | Невідомо     | Невідомо     |
| PowerPC        | Linux                  | Так          | Так          | Так          | Невідомо     | Невідомо     |
| PowerPC        | Mac OS X               | Так          | Так          | Так          | Невідомо     | Невідомо     |
| PowerPC        | Mac OS Classic         | Невідомо     | Невідомо     | Невідомо     | Так          | Невідомо     |
| PowerPC 64-bit | Linux                  | Так          | Так          | Так          | Невідомо     | Невідомо     |
| PowerPC 64-bit | Mac OS X               | Так          | Так          | Ні           | Ні           | Ні           |
| SPARC          | Linux                  | Так          | Так          | Так          | Невідомо     | Невідомо     |

## Бібліотеки та оболонки
У рамках проєкту також розробляється Lazarus — вільний аналог середовища розробки Delphi і Lazarus Components Library (LCL) — вільна бібліотека віджетів, аналогічна VCL в Delphi.
Існують і альтернативні проєкти візуального програмування на базі Free Pascal, найзрілішим з яких є MSEide, що використовує власну, несумісну з VCL бібліотеку компонентів MSEgui.
Інша альтернатива Lazarus — fpGUI, проста бібліотека віджетів, що не містить додаткових бібліотек, наприклад, для роботи з базами даних, XML тощо. До її складу включено візуальний редактор форм, що генерує початковий код створення форми на паскалі.
Крім того, для створення Windows-застосунків можна використовувати невізуальну бібліотеку KOL.

## Особливості
- Підтримка перевантаження арифметичних операторів (+, -, *, **, /, div, mod), операторів порівняння (<, >, =, >=, <=) та оператора присвоювання :=.
- Підтримка операторів присвоювання з виконанням арифметичної операції в стилі Сі (+=, -=, *=, /=).
- Наявність власної системи збірки (fpcmake) та генератора документації (fpcdoc).

У компіляторі для архітектури x86 вбудований асемблер за замовчуванням використовує синтаксис AT&T. Для активування синтаксису Intel існує параметр командного рядка, а також спеціальна директива.

## Історія
- 1993 рік — початок роботи над проєктом.
- 1995 рік — компілятор успішно компілює сам себе.
- 1996 рік — проєкт опублікований в інтернеті під ліцензією GNU GPL.
- 12 липня 2000 року — вихід версії 1.0.
- 2003 рік — вихід версії 1.0.10, завершення роботи над гілкою 1.0.x.
- 15 травня 2005 року — вихід версії 2.0.
- 10 вересня 2007 року — вихід версії 2.2.
- 30 грудня 2009 року — вихід версії 2.4.
- 12 листопада 2010 — вихід версії 2.4.2.
- 12 листопада 2010 — вихід версії 2.4.2.
- 25 листопада 2015 — вихід версії 3.0.0.
- 28 листопада 2017 — вихід версії 3.0.4, підтримка архітектури ARM64
- 19 червня 2020 — версія 3.2.0: повноцінна підтримка ARM64; підтримка архітектур Linux/ppc64le, Android/x86_64 та i8086-win16[1]

## Ліцензія
Компілятор поширюється на умовах GNU General Public License, а значна частина бібліотек, у тому числі ядро RTL — на умовах м'якшої GNU Lesser General Public License.